# Adigrat

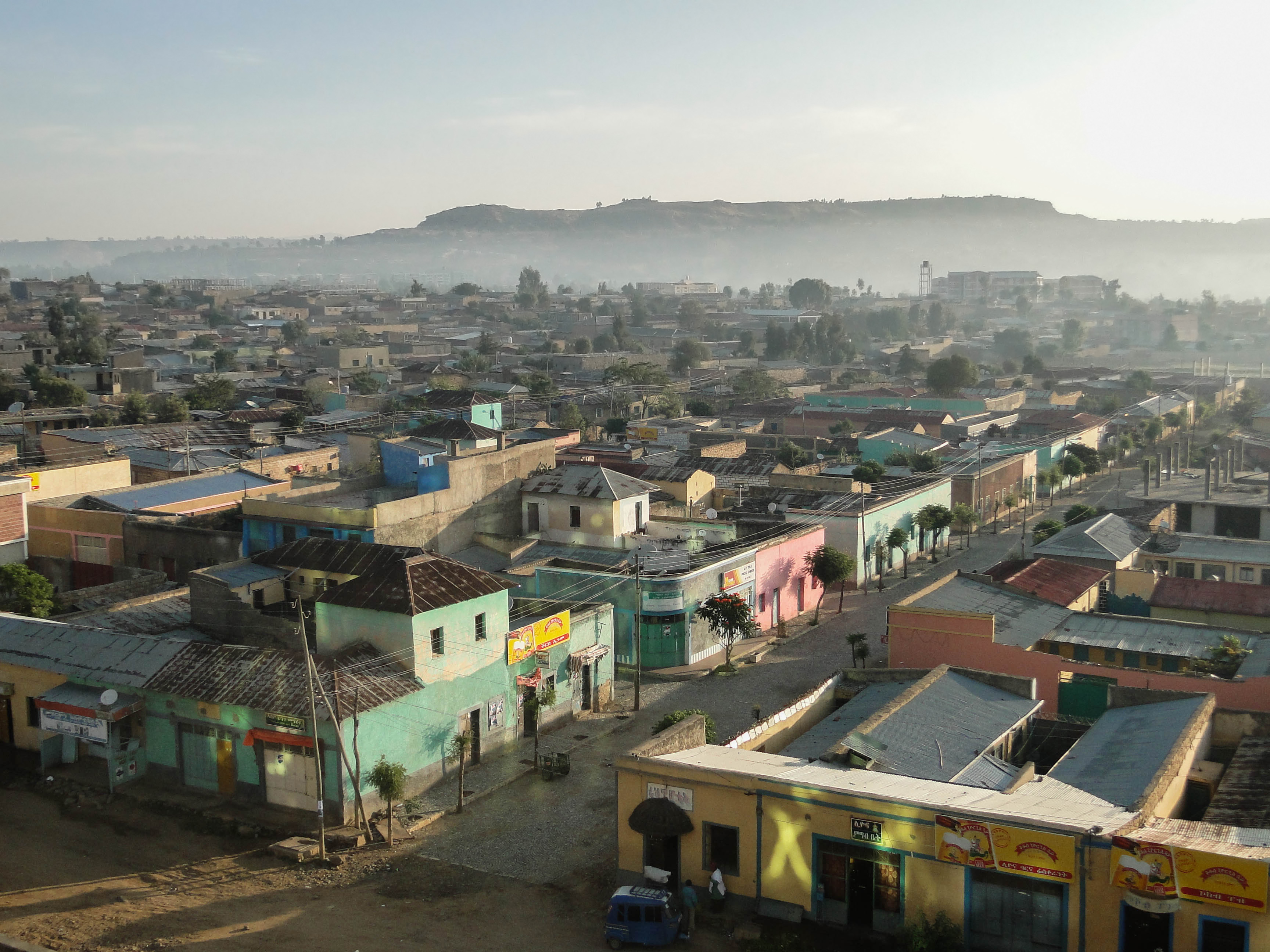
Widok na miasto.

Adigrat (tigrinia ዓዲግራት) – miasto i wydzielona woreda w północnej Etiopii, w regionie Tigraj. Miasto uważane jest za bramę do Erytrei i Morza Czerwonego.

## Geografia
Adigrat otoczone jest pasmem górskim; położone jest na skrzyżowaniu szlaków handlowych między miastami z północnej części kraju a Erytreą i Morzem Czerwonym.
Przez miasto przepływa rzeka Huga. Adigrat leży na średniej wysokości 2457 m n.p.m.

### Klimat
Miasto położone jest w klimacie śródziemnomorskim. Roczne opady wahają się między 400–600 mm, przy czym większość opadów ma miejsce w porze deszczowej (od czerwca do lipca).

## Demografia
Według spisu powszechnego z 2007 roku w Adigrat mieszkało 57 588 mieszkańców, z czego 31 578 stanowiły kobiety. 94,31% mieszkańców należało do Etiopskiego Kościoła Ortodoksyjnego, 3,01% Kościoła katolickiego, a 2,68% wyznawało islam.
Według projekcji z roku 2021, miasto liczy 116,2 tys. mieszkańców i jest drugim co do wielkości w regionie Tigraj, po Mekelie.

## Transport
Przez miasto przebiegają dwie autostrady: 2 (łączy Addis Abeba oraz Mekelie) oraz 20 (łączy Kokobay z Asmarą w Erytrei). Miasto nie jest połączone z resztą kraju linią kolejową, ani nie posiada lotniska.

## Edukacja

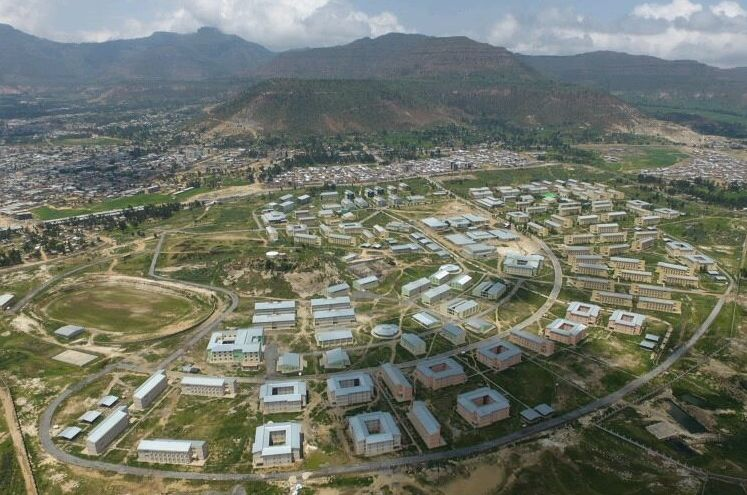
Kampus Uniwersytetu Adigrat.

W 2013 w mieście działało 13 szkół publicznych oraz 7 prywatnych. Ponadto w mieście znajduje się Adigrat University, politechnika oraz dwa prywatne college.